# Marica grófnő
A Marica grófnő Kálmán Imre egyik legnépszerűbb operettje, háromfelvonásos mű.

## Szereplők
| Szereplő                                                                 | Hangfekvés            |
| ------------------------------------------------------------------------ | --------------------- |
| Marica grófnő                                                            | szoprán               |
| Populescu Dragomir Móric herceg                                          | bariton               |
| Báró Zsupán Kálmán, (varazsdi) földbirtokos                              | buffo, bariton, tenor |
| Endrődy-Wittenburg Tasziló gróf                                          | tenor                 |
| Liza, a húga                                                             | szubrett, szoprán     |
| Liebenberg Károly István                                                 | basszus               |
| Guddenstein-Chlumec Cecília (Bozsena) hercegnő                           | alt                   |
| Kudelka (Penicsek), a komornyikja                                        | szöveges szerep       |
| Mihály (Csekkó), Marica öreg szolgája                                    | szöveges szerep       |
| Lajos (Berkó), cigányprímás                                              | néma szerep           |
| Lidi (Mari), cigánylány                                                  | szoprán               |
| Gyerekek, vendégek, táncosnők, cigányok, parasztlegények, parasztlányok. |                       |

## Cselekmény

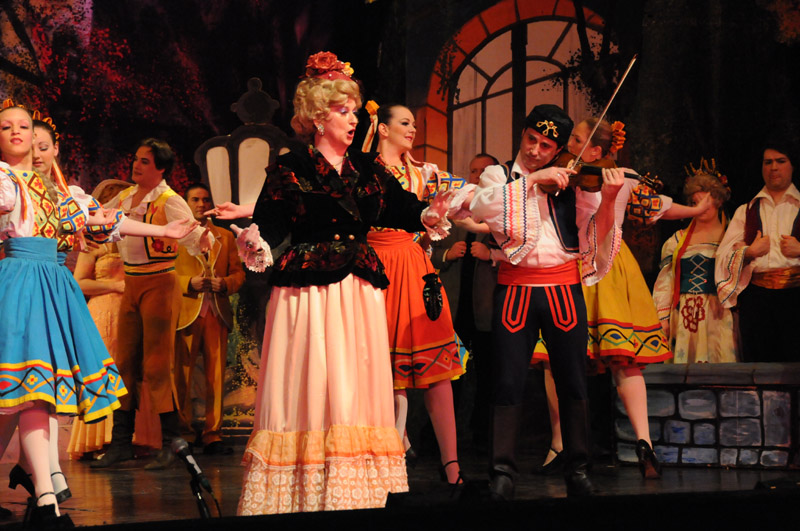
Jelenet a 2010-es francia előadásból

- Helyszín: Marica grófnő birtokán
- Idő: 20. század eleje

### Első felvonás
Helyszín: parkkal övezett kastély teraszán
Egy Kolozsvárhoz közel fekvő birtoknak Marica grófnő a tulajdonosa. Gazdatisztje, Török Béla álnéven, a tönkrement Tasziló gróf, aki húga kelengyéjére gyűjti a pénzt. Marica egy szerelmi csalódást követően, feldúltan érkezik meg a birtokra. A grófnő már unja a társaságbeli férfiakat, mind csak a pénzét akarja. Hogy kérőit elriassza, kitalálja, hogy van egy Zsupán Kálmán nevű vőlegénye, aki történetesen gróf. Csakhogy tényleg létezik egy mulatságos figura, akit így hívnak. Kisvártatva meg is jelenik, és mindent összekavar. Mindeközben egy cigánylány megjósolja Maricának, hogy nemsokára gazdag, nemesi származású vőlegénye lesz. Marica így inkább a kastélyában marad, mert így nincs veszélynek kitéve.

### Második felvonás
Helyszín: négy héttel később, a kastély luxusszobájában
Tasziló beleszeret Maricába, és ezt megírja egy barátjának. Marica a levél alapján rájön, hogy egy elszegényedett mágnás a gazdatisztje, ezért a társaság előtt hozományvadásznak nevezi. Majd persze felismeri, hogy Tasziló az ő érdekeit szolgálja, de ekkor már úgy tűnik, minden hiába.

### Harmadik felvonás
Helyszín: ugyanabban a szobában
Szerencsére Tasziló nagynénje, egy bájos öreg hercegnő is tudomást szerez a történtekről, és mindent helyrehoz. Marica és Tasziló boldog pár lesznek, eközben pedig Liza és Zsupán is szerelembe esnek.

## Operettslágerek
- Szép város Kolozsvár (Komm mit nach Varasdin),
- Hej, cigány (Komm, Zigan, komm, Zigan, spiel mir was vor),
- Szent Habakuk (Einmal möcht' ich wieder tanzen),
- Ringó vállú csengeri violám (Braunes Mädel von der Puszta).

## Bemutatók
- 1979, 1987 és 2004: Burgenlandi Ünnepi Hetek
- 2001: Budapesti Operettszínház

## Megfilmesítések
- 1925 Gräfin Mariza – rendező: Hans Steinhoff, színészek: Harry Liedtke (Tassilo), Vivian Gibson (Marica), Verebes Ernő (Zsupán Kálmán).
- 1932 Gräfin Mariza – rendező: Richard Oswald, színészek: Hubert Marischka (Tassilo),[2] Dorothea Wieck (Marica), Charlotte Ander (Liza), Ferdinand von Alten (Populescu), Anton Pointner (Liebenberg), Verebes Ernő (Zsupán Kálmán).
- 1958 Gräfin Mariza – rendező: Rudolf Schündler, színészek:  Christine Görner (Marica), Rudolf Schock (Tassilo), Gunther Philipp, Hans Moser, Lucie Englisch és Renate Ewert.
- 1974 Gräfin Mariza – rendező: Eugen York, színészek: René Kollo (Tassilo), Dagmar Koller (Liza), Házy Erzsébet (Marica).[3]